# Kalashnikov Vodka
Kalashnikov Vodka är ett ryskt vodkamärke som är uppkallat efter den ryske soldaten och vapendesignern Michail Kalasjnikov, med hans godkännande. Vodkan uppges produceras av rysk säd och med vatten från Ladogasjön, och introducerades på exportmarknaden 2004.